# Гідролік татая
Гідролік татая — вид цинодонтових, що зустрічається в басейнах Амазонки, Ориноко та Ессекібо в тропічній частині Південної Америки. Дорослі особини в основному зустрічаються в глибоководних і/або швидкоплинних річках. Мігруючі, рухаються вгору за течією для розмноження в листопаді–квітні.
Подібно до інших видів Гідроліків, H. tatauaia має довгі загострені ікла, які використовуються для пронизування здобичі, як правило, меншої риби. Тулуб і голова сріблясті, позаду зябер є темна вертикально витягнута пляма. Хвіст від червонуватого до оранжевого. Назва виду tatauaia походить від тупійської і означає «вогняний хвіст». Доходить до 59 см (1,94 фут) загальної довжини та 2,7 кг (6,0 фунт) у вазі.
Ця хижа риба іноді потрапляє в акваріумну торгівлю, але для неї потрібен дуже великий акваріум.